# Heilige Dreifaltigkeit (Zwochau)

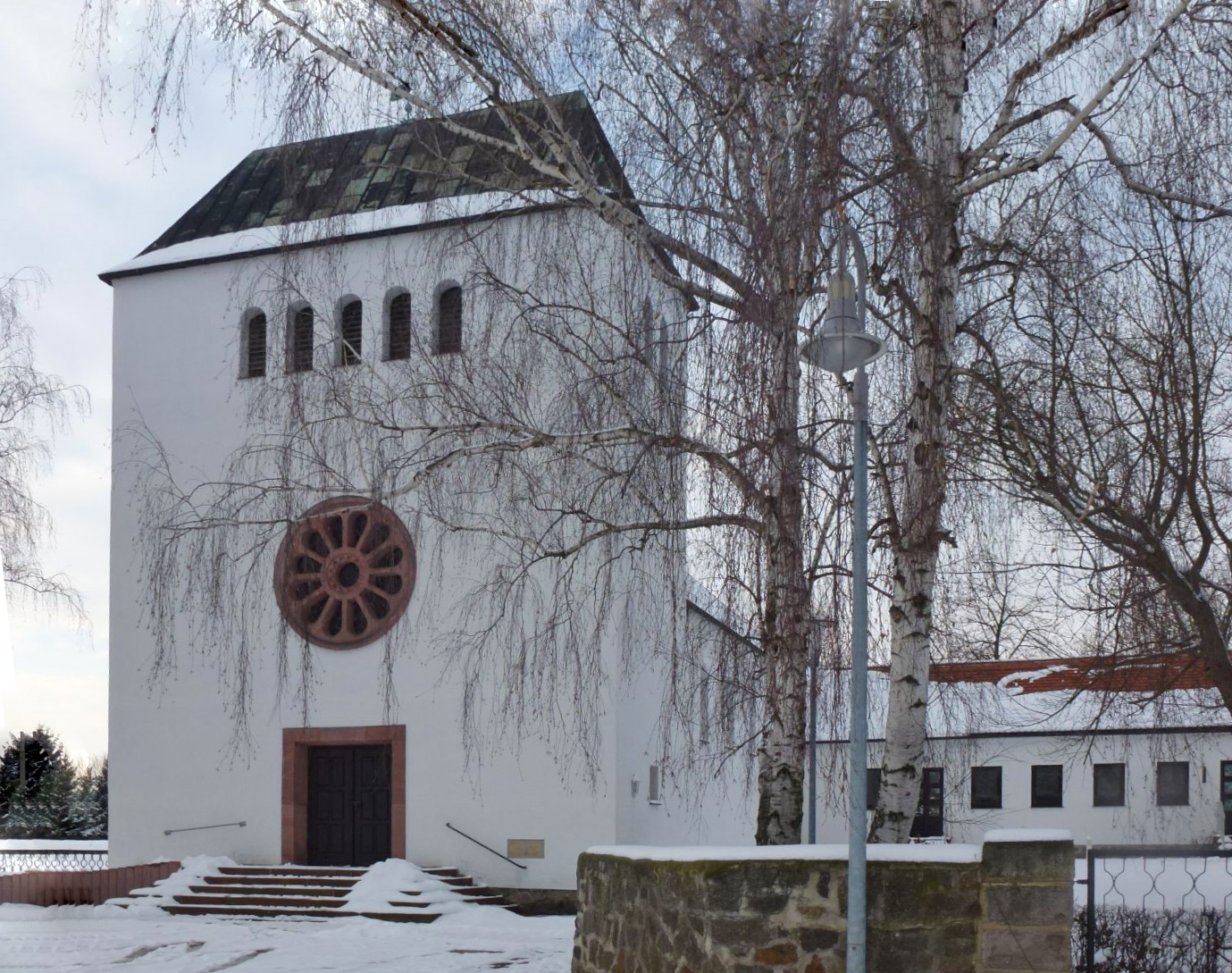
Kirche

Heilige Dreifaltigkeit, ursprünglich Hl. Pius X., ist die römisch-katholische Kirche in Zwochau, einem Ortsteil der Gemeinde Wiedemar im Landkreis Nordsachsen in Sachsen. Die nach der Trinität benannte Kirche gehört zur Pfarrei St. Klara mit Sitz in Delitzsch im Dekanat Torgau des Bistums Magdeburg. Das Kirchengebäude steht als Baudenkmal unter der Erfassungsnummer 08972613 unter Denkmalschutz.

## Geschichte
Durch die Reformation wurden die Bevölkerung und die romanische St.-Martin-Kirche von Zwochau lutherisch.
Als katholische Sachsengänger in größerer Zahl im Raum Glesien arbeiteten, stellte der Inspektor des Gutshofes in Glesien um 1900 einen Raum für gelegentliche katholische Gottesdienste zur Verfügung, die in den Sommermonaten stattfanden. Glesien und Zwochau gehörten damals zur Kirchengemeinde Delitzsch.
Nachdem sich die Zahl der Katholiken durch die Flucht und Vertreibung Deutscher aus Mittel- und Osteuropa im Raum Glesien und Zwochau stark vergrößert hatte, wurde zum 4. Oktober 1947 Pfarrer Max Bahr zum Kuratus von Glesien ernannt. Er wohnte im Gasthof am Schulplatz und hielt katholische Gottesdienste in der evangelischen Kirche. Damit wurde in Glesien eine katholische Kirchengemeinde gegründet, die am 1. November 1947 zur Kuratie erhoben wurde. Als Kuratie gehörte Glesien zur Pfarrei Delitzsch im Dekanat Wittenberg.
1950 wurde Bahr Pfarrvikar an der St.-Marien-Kirche in Klein Oschersleben, sein Nachfolger in Glesien wurde der Neupriester Philipp Albert. 1950 lebten im Raum Glesien und Zwochau rund 1400 Katholiken. Mitte 1951 musste Albert seine Wohnung in der Lindenstraße in Glesien verlassen und fand eine neue Unterkunft im Gasthof von Arthur Kohlmann in Zwochau. In einem Raum des Gasthofs richtete er eine Kapelle ein. Am 1. Juni 1951 wurde der Sitz der Kuratie von Glesien nach Zwochau verlegt.
1955 erfolgte in Zwochau der Bau der Kirche, die im November 1956 geweiht wurde und das Patrozinium des heiligen Papstes Pius X. bekam.
1978 gehörten zur Kirchengemeinde Hl. Pius X. in Zwochau, die inzwischen von der Kuratie zur Filialkirchengemeinde erhoben worden war, rund 700 Katholiken. Zur Errichtung einer Pfarrei kam es in Zwochau nicht. Am 8. Juli 1994 wurde das Bistum Magdeburg gegründet, und die Zugehörigkeit Zwochaus wechselte vom Erzbistum Paderborn zum neuen Bistum Magdeburg. Zum 1. April 2000 wurde die Pfarrvikarie St. Pius aufgelöst und in die Pfarrei Maria Unbefleckte Empfängnis zu Delitzsch eingegliedert.
2007 wurde die Kirche der Fokolarbewegung übereignet und das Gotteshaus war von da an die Kirche des benachbarten Fokolare-Begegnungszentrums, die es unter der Leitung des Architekten Elmar Paul Sommer aus Widdau für ihre Zwecke umgestaltete.
Am 1. November 2007 wurde der Gemeindeverbund Bad Düben – Delitzsch – Eilenburg – Löbnitz – Lehelitz errichtet.
Vom 18. Dezember 2011 an, dem 4. Adventssonntag, wurde die Kirche von der Fokolargemeinde genutzt. Bischof Gerhard Feige segnete an diesem Tag den umgestalteten Altar, und die Kirche bekam das Patrozinium der Heiligen Dreifaltigkeit.
Aus dem Gemeindeverbund entstand am 2. Mai 2010 die heutige Pfarrei St. Klara mit Sitz in Delitzsch. In der Kirche in Zwochau finden weiterhin Gottesdienste der Pfarrei St. Klara statt. (Stand März 2023)

### Bildungshaus und Begegnungszentrum

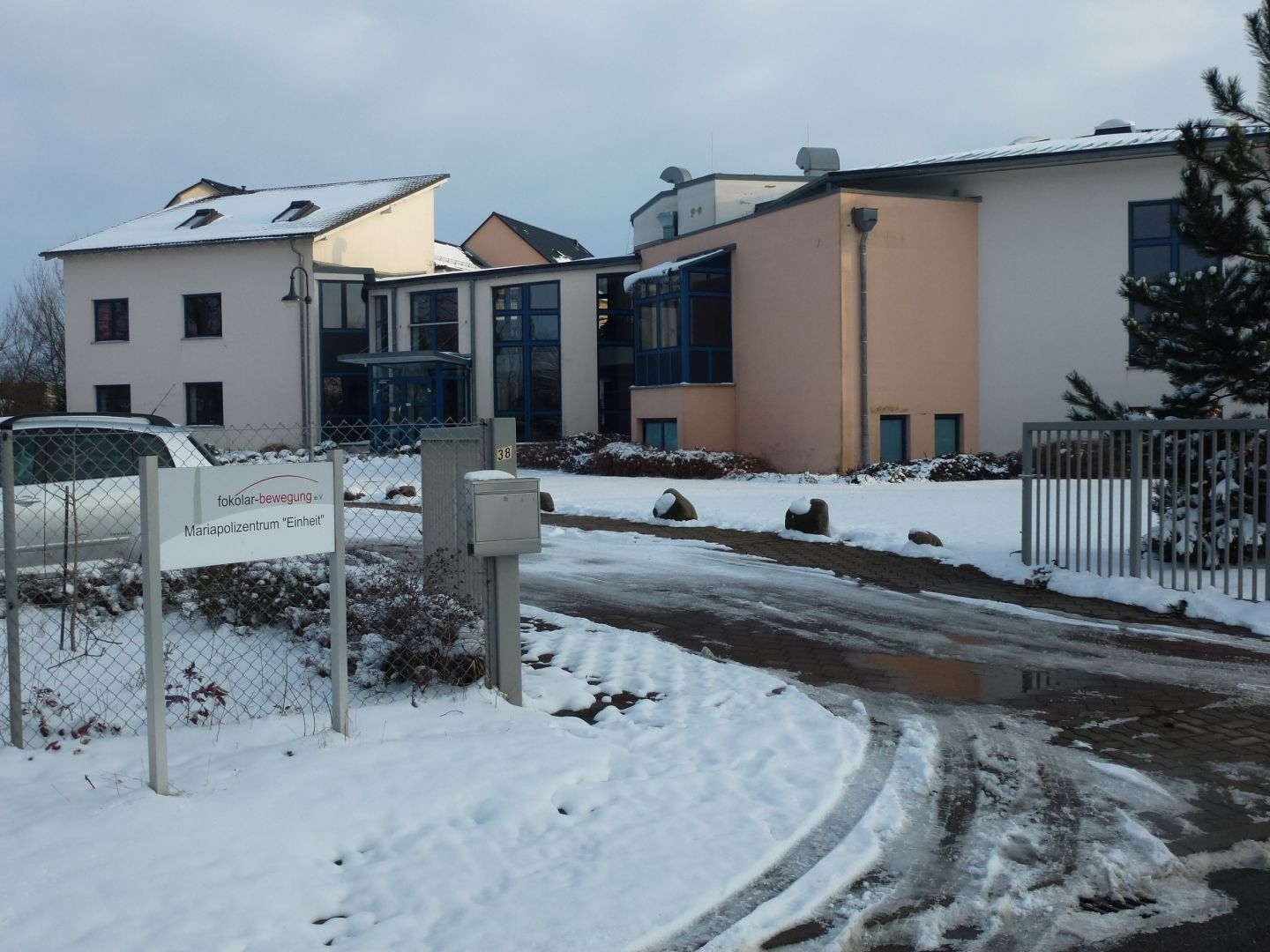
Mariapolizentrum (2013)

Paul Schimke (1915–2005), ein 1974 in den Ruhestand getretener Priester aus dem Erzbischöflichen Amt Görlitz, plante in Zwochau die Gründung einer geistlichen Gemeinschaft und begann neben der Kirche mit dem Bau eines Bildungshauses. Da das Bauvorhaben weder von den kirchlichen noch den staatlichen Behörden genehmigt worden war, musste Schimke Zwochau wieder verlassen, und der ab 1977 in Zwochau tätige Vikar Peter Zülicke brachte das Bauvorhaben zur Fertigstellung. Weihbischof Theodor Hubrich weihte das Bildungshaus am 15. Februar 1978 ein. Das Bildungshaus wurde nach dem heiligen Adalbert von Magdeburg, dem ersten Bischof des Bistums Magdeburg, benannt.
Die Fokolarbewegung übernahm 1993 das Bildungshaus St. Adalbert und richtete in ihm das Begegnungszentrum Mariapolizentrum Einheit ein, das auch die Kirche mitnutzte. Am 23. November 1996 legte die Fokolarbewegung den Grundstein für einen Erweiterungsbau des Begegnungszentrums, der am 7. März 1998 durch Bischof Leo Nowak eingeweiht wurde.
Am 30. Juni 2022 wurde das Begegnungszentrum von der Fokolarbewegung geschlossen. Nach dem Verkauf an die politische Gemeinde Wiedemar wurde es zum Rathaus der Gemeinde Wiedemar umgebaut, das im August 2024 eröffnet wurde.

## Architektur und Ausstattung

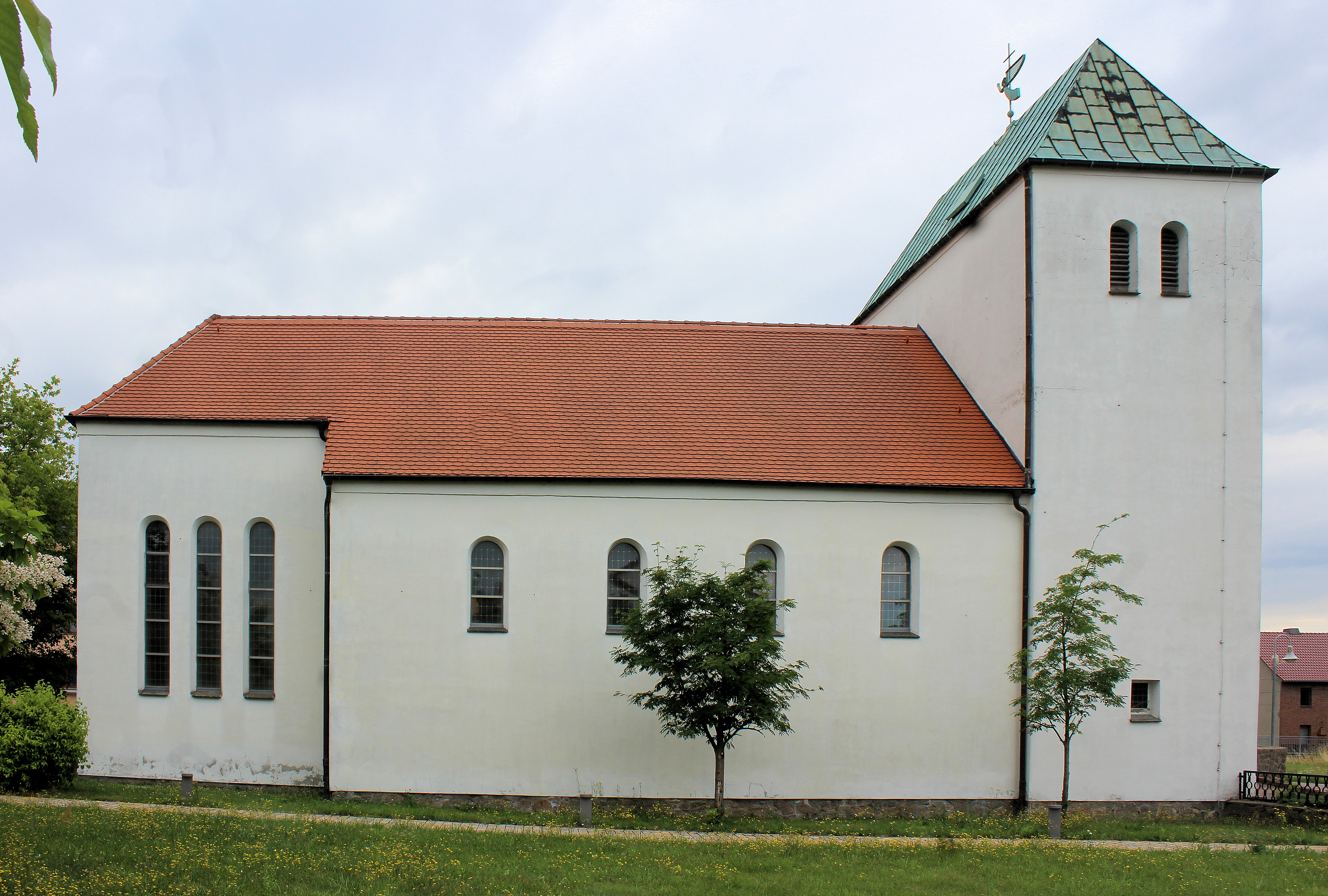
Westseite der Kirche

Die Kirche steht im Nordosten von Zwochau, auf dem Grundstück An der Schanze 9, an der Ecke zum Grabschützer Weg. Das Gotteshaus entstand nach Plänen des Architekten Johannes Reuter aus Bitterfeld.
Die Kirche, ein verputzter Ziegelbau auf Granitsteinsockel, bildet mit dem Gemeindehaus und dem Pfarrhaus einen U-förmigen Baukomplex. Der mit einem Walmdach eingedeckte Turm steht quer zum Kirchenschiff. Die Saalkirche ist mit einem Satteldach eingedeckt und wird durch ein Portal an der Südseite erschlossen, über dem sich ein Rosettenfenster befindet.
Der eingezogene, gerade abschließende Chorraum der Kirche wird heute als Sakramentskapelle genutzt, der Altar steht zentral im Kirchenschiff. Über dem Altar hängt ein Radleuchter.
Vom Landesamt für Denkmalpflege Sachsen wurde der gesamte Baukomplex mit Kirche, Gemeindehaus und Pfarrhaus unter Denkmalschutz gestellt.